# Biblioteca Nacional de Albania
La Biblioteca Nacional de Albania (BKSh) (en albanés, Biblioteka Kombëtare e Shqipërisë), fundada en 1920, inaugurada el 10 de diciembre de 1922 y situada en la capital, Tirana, en el Palacio de la Cultura cuenta entre sus fondos con más de un millón de ejemplares, entre libros, publicaciones periódicas, atlas, microfilms y otros materiales. Entre sus colecciones destacan hasta 2.448 libros impresos entre los siglos XV y XVIII. Es un importante centro de referencia para el estudio y conocimiento del área balcánica y  la cultura, usos y costumbres de Albania.

## Historia
La Biblioteca Nacional de Albania es la principal institución cultural nacional y la más antigua del estado de Albania. La NLA ocupa dos edificios y está organizada y funciona bajo la autoridad del Ministerio de Turismo, Cultura, Juventud y Deportes. 
A nivel nacional organiza la formación bibliotecaria y la formación profesional continua, y es el centro de investigación de estudios en el campo de la bibliotecología, el centro de catalogación en publicaciones, la Agencia nacional del International Standard Book Number ( ISBN ) y el único centro de conservación y restauración de colecciones especiales. Su archivo comprende un total de 1.169.767 libros, publicaciones periódicas, mapas, atlas, microfilmes y otros materiales de biblioteca. Las colecciones especiales son valiosas para la cultura nacional y europea. La biblioteca está abierta 72 horas a la semana para cualquier persona mayor de 16 años. Los usuarios pueden tomar prestados materiales de la biblioteca o utilizarlos en las salas de lectura. El sitio web de la biblioteca permite a los usuarios buscar un directorio y servicios, como el Catálogo en línea  (OPAC), los catálogos digitalizados y las colecciones digitales. Organiza exposiciones, promociones de libros, conferencias, etc. Como institución de depósito legal,  publica la Bibliografía Nacional. Para la red nacional de bibliotecas publica la revista científico-cultural Bibliothecae, libros de texto, guías profesionales y manuales. Es miembro de la Federación Internacional de Asociaciones de Bibliotecarios y Bibliotecas  (IFLA), Ligue des Bibliothèques Européennes de Recherche – Association of European Research Libraries  ( LIBER) , Conferencia de Bibliotecas Nacionales Europeas  ( CENL) , Conferencia de Directores de Bibliotecas Nacionales ( CDNL) , The European Library y ha sido invitado oficialmente a convertirse en socio de la World Digital Library.